# Kwame Peprah
Kwame Peprah (Kumasi, 16 dicembre 2000) è un calciatore ghanese, attaccante dello Svay Rieng.

## Carriera
Ha giocato nella prima divisione ghanese, in quella sudafricana, in quella israeliana ed in quella indiana.

## Statistiche

### Presenze e reti nei club
| Stagione                  | Squadra                   | Campionato                | Campionato | Campionato | Coppe nazionali | Coppe nazionali | Coppe nazionali | Coppe continentali | Coppe continentali | Coppe continentali | Altre coppe | Altre coppe | Altre coppe | Totale | Totale |
| Stagione                  | Squadra                   | Comp                      | Pres       | Reti       | Comp            | Pres            | Reti            | Comp               | Pres               | Reti               | Comp        | Pres        | Reti        | Pres   | Reti   |
| ------------------------- | ------------------------- | ------------------------- | ---------- | ---------- | --------------- | --------------- | --------------- | ------------------ | ------------------ | ------------------ | ----------- | ----------- | ----------- | ------ | ------ |
| 2019-2020                 | King Faisal Babies        | PL                        | 13         | 2          | -               | -               | -               | -                  | -                  | -                  | -           | -           | -           | 13     | 2      |
| 2020-2021                 | King Faisal Babies        | PL                        | 32         | 12         | CG              | 0               | 0               | -                  | -                  | -                  | -           | -           | -           | 32     | 12     |
| Totale King Faisal Babies | Totale King Faisal Babies | Totale King Faisal Babies | 45         | 14         |                 | 0               | 0               |                    | -                  | -                  |             | -           | -           | 45     | 14     |
| 2021-2022                 | Orlando Pirates           | PD                        | 25         | 7          | NC              | 2               | 0               | CAF CP             | 11                 | 2                  | -           | -           | -           | 38     | 9      |
| ago.-dic. 2022            | Orlando Pirates           | PD                        | 5          | 0          | NC              | -               | -               | -                  | -                  | -                  | MTN 8       | 1           | 0           | 6      | 0      |
| Totale Orlando Pirates    | Totale Orlando Pirates    | Totale Orlando Pirates    | 30         | 7          |                 | 2               | 0               |                    | 11                 | 2                  |             | 1           | 0           | 44     | 9      |
| gen.-giu. 2023            | Maritzburg Utd            | PD                        | 9+4        | 1          | NC              | 1               | 0               | -                  | -                  | -                  | -           | -           | -           | 14     | 1      |
| lug.-ago. 2023            | Hapoel Hadera             | LhA                       | -          | -          | GH              | -               | -               | -                  | -                  | -                  | CT          | 2           | 1           | 2      | 1      |
| 2023-2024                 | Kerala Blasters           | ISL                       | 12         | 2          | SC              | 2               | 2               | -                  | -                  | -                  | DC          | 0           | 0           | 14     | 4      |
| 2024-2025                 | Kerala Blasters           | ISL                       | 23         | 6          | SC              | 2               | 0               | -                  | -                  | -                  | DC          | 4           | 4           | 29     | 10     |
| Totale Kerala Blasters    | Totale Kerala Blasters    | Totale Kerala Blasters    | 35         | 8          |                 | 4               | 2               |                    | -                  | -                  |             | 4           | 4           | 43     | 14     |
| 2025-2026                 | Svay Rieng                | PL                        | 0          | 0          | HSC             | 0               | 0               | -                  | -                  | -                  | -           | -           | -           | 0      | 0      |
| Totale carriera           | Totale carriera           | Totale carriera           | 123        | 30         |                 | 7               | 2               |                    | 11                 | 2                  |             | 7           | 5           | 148    | 39     |

## Palmarès

### Club

#### Competizioni nazionali
- MTN 8: 1

Orlando Pirates: 2022